# Charaxes merguia
Charaxes merguia är en fjärilsart som beskrevs av Robert Christopher Tytler 1926. Charaxes merguia ingår i släktet Charaxes och familjen praktfjärilar. Inga underarter finns listade i Catalogue of Life.